# Becaș, Harghita
Becaș (în maghiară Békástelep) este un sat în comuna Praid din județul Harghita, Transilvania, România.

## Imagini

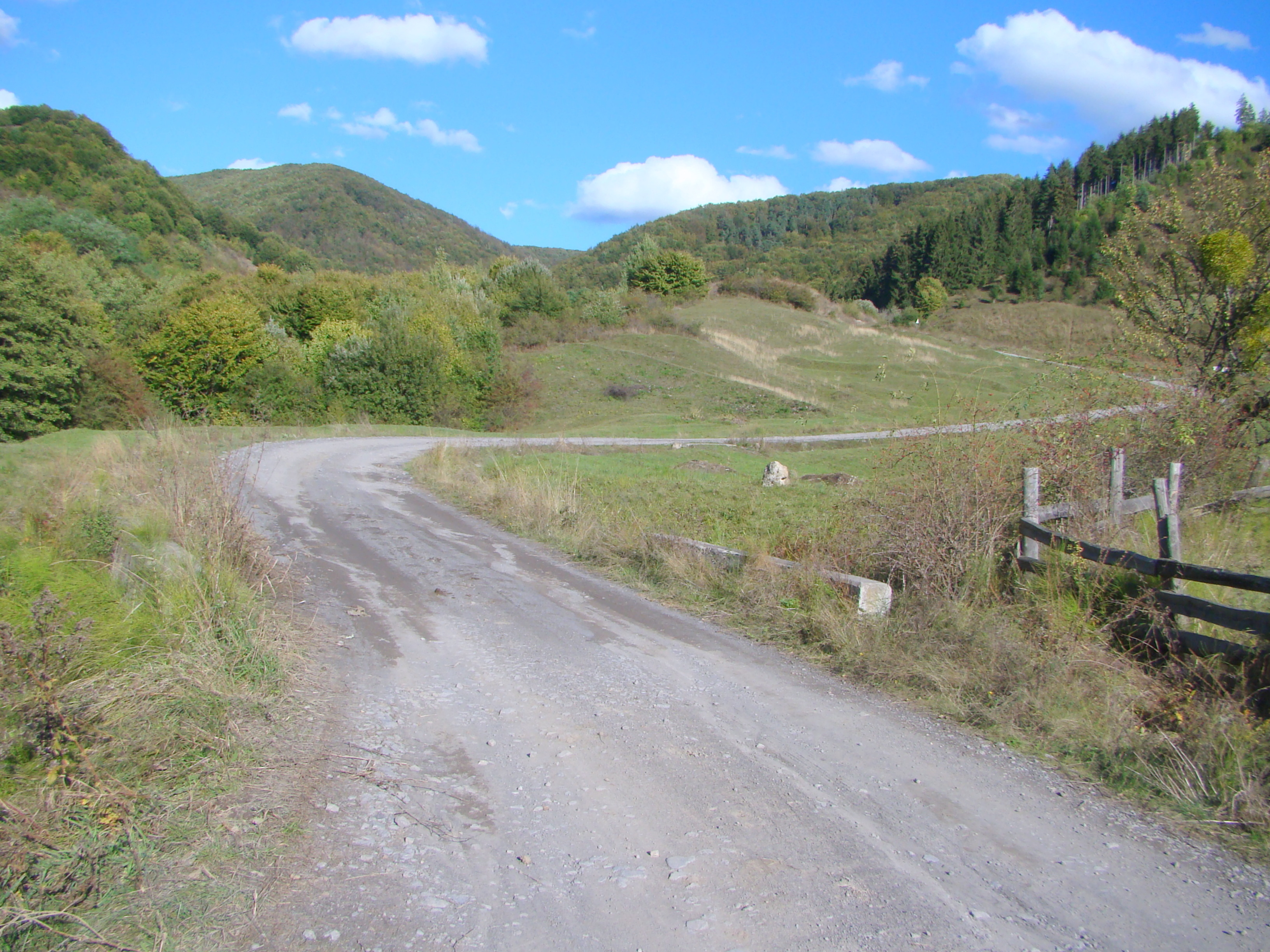
Drumul Ocna de Sus-Becaș
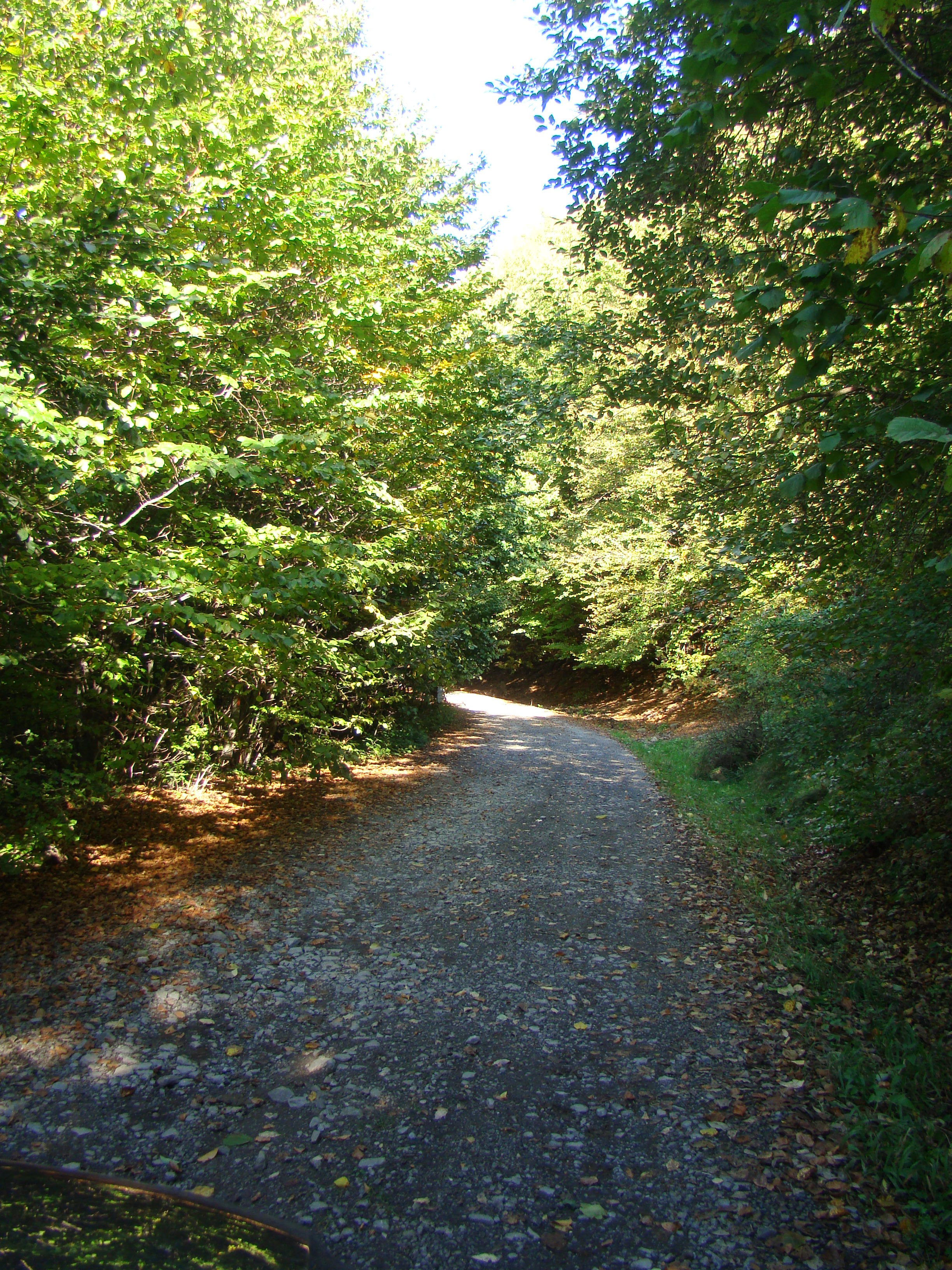
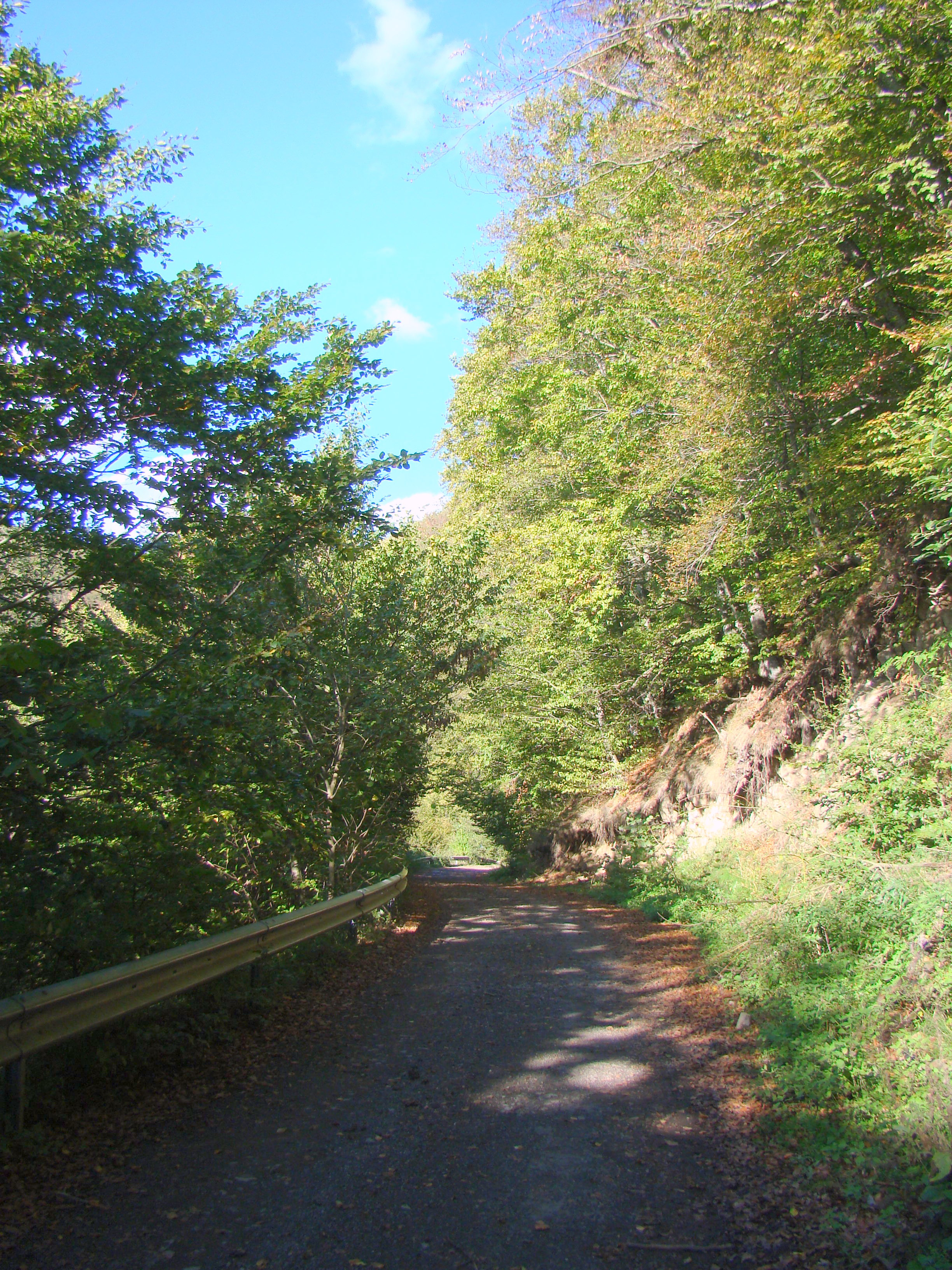
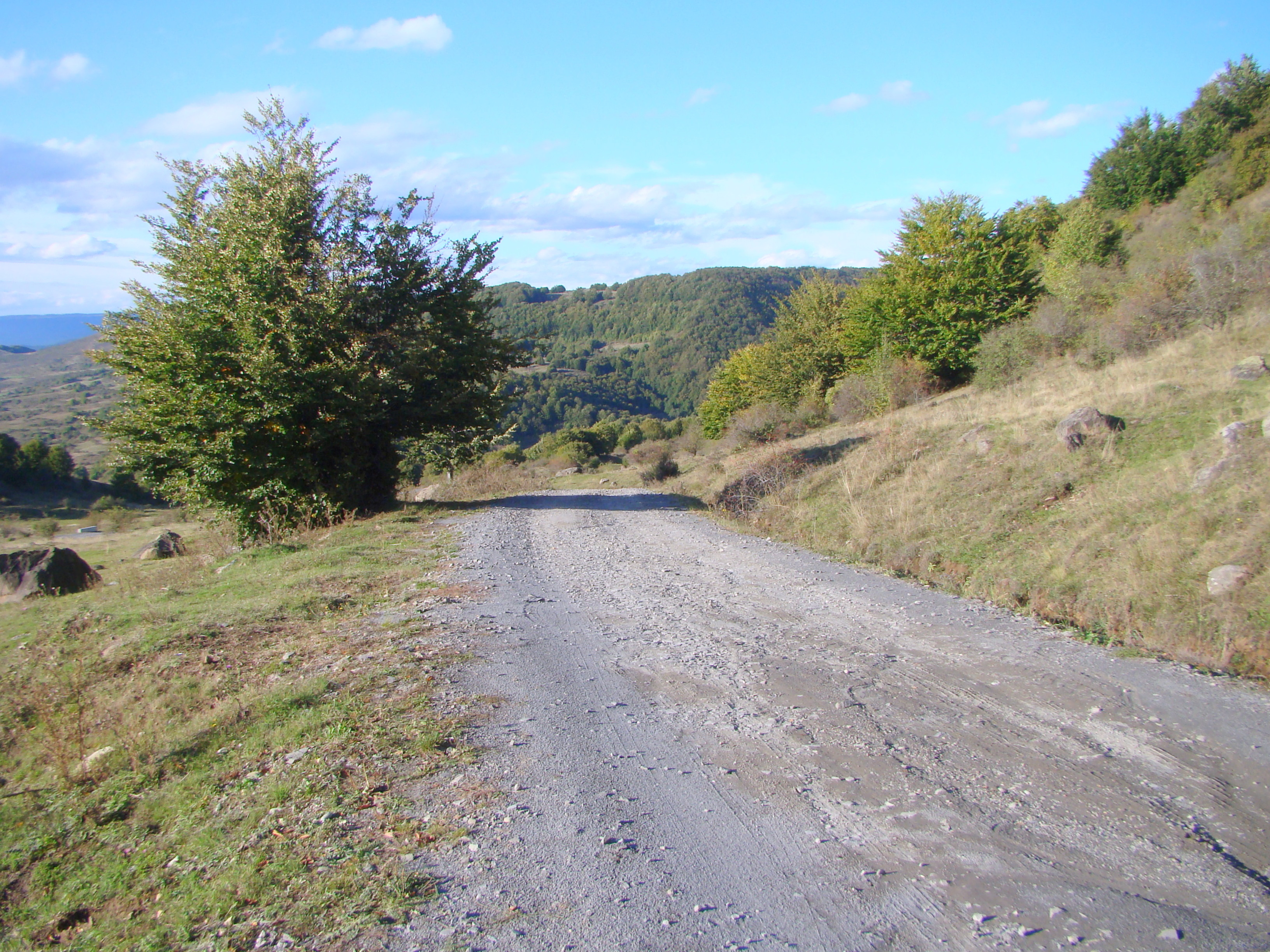
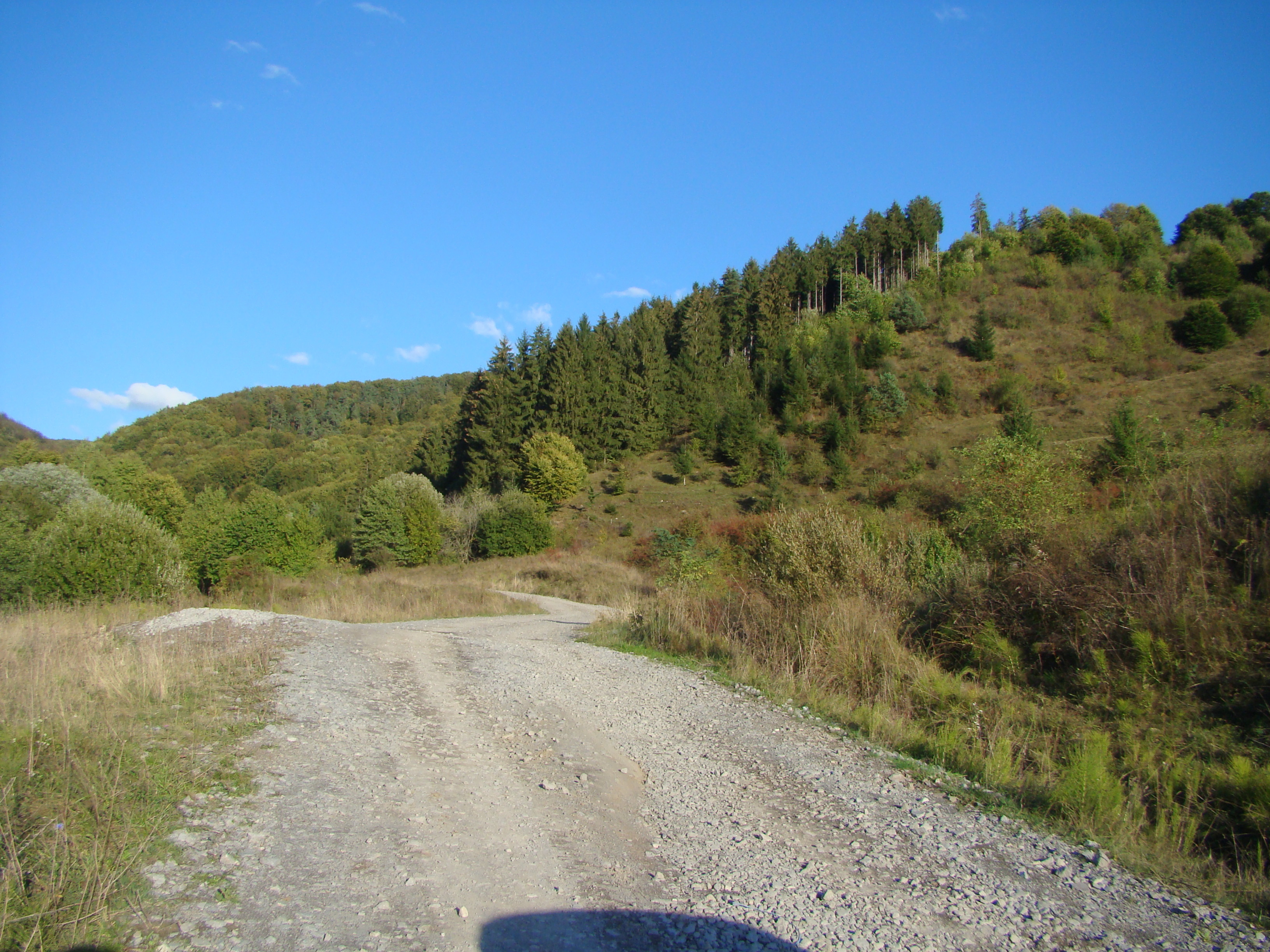
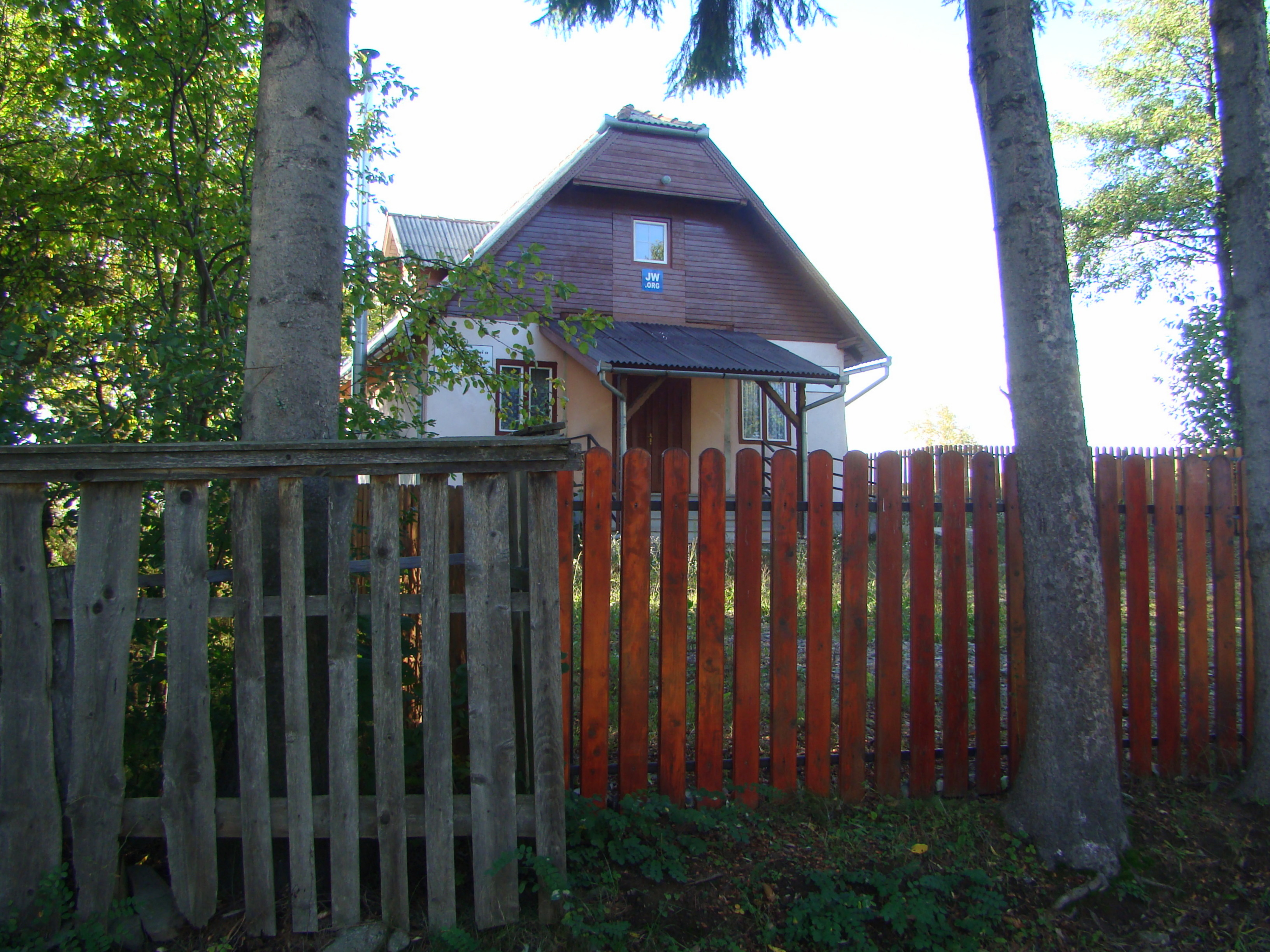
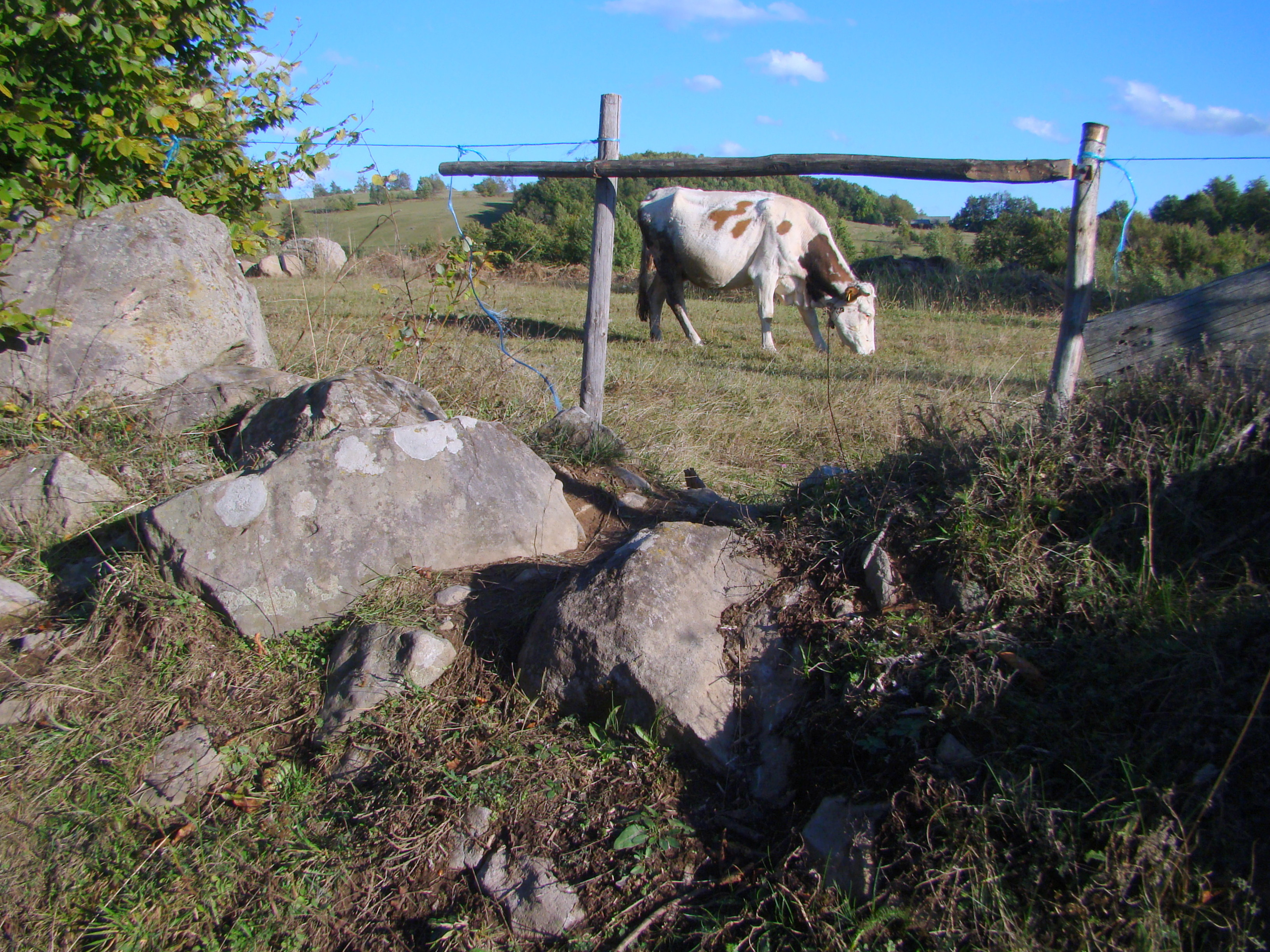
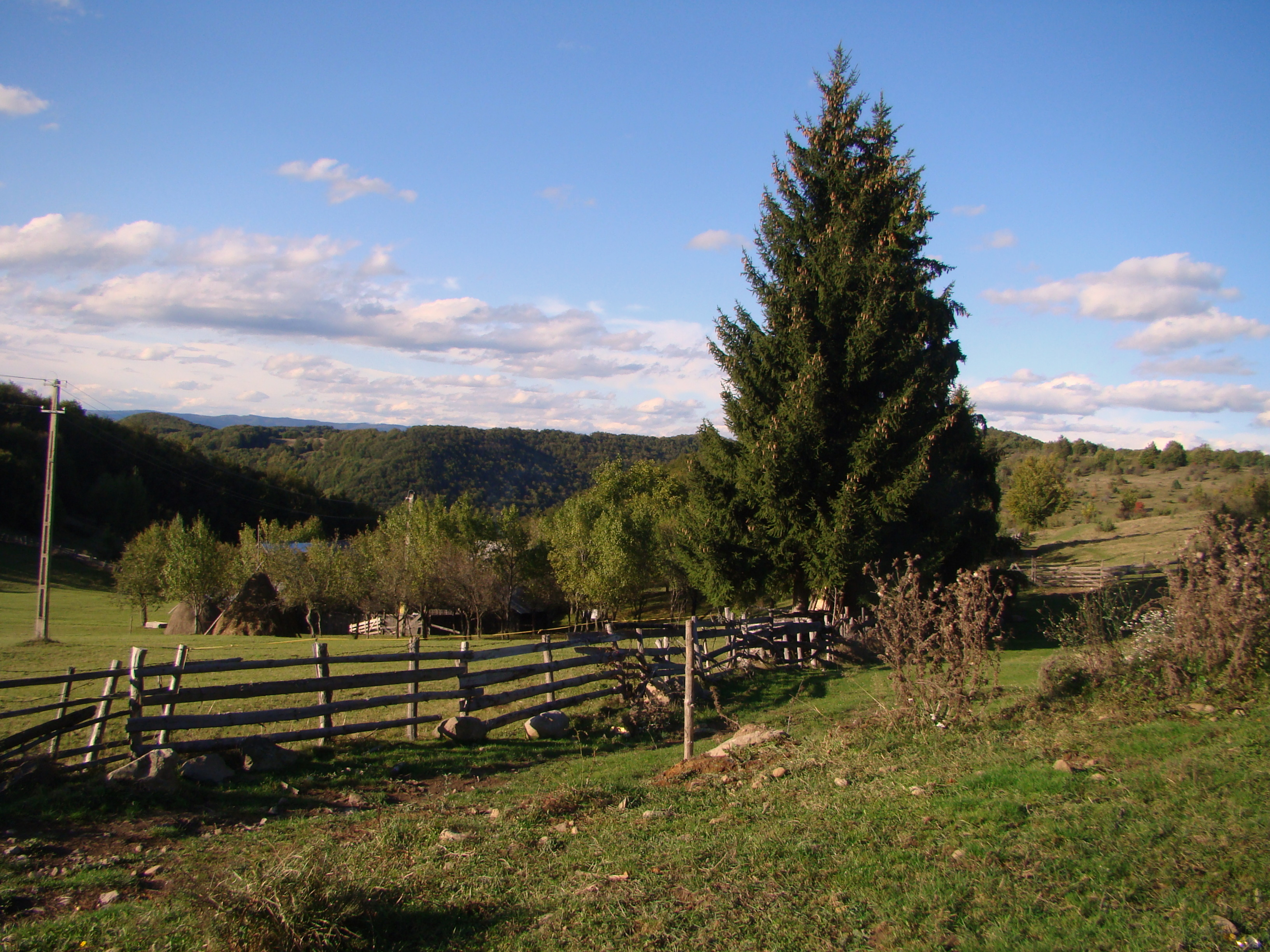
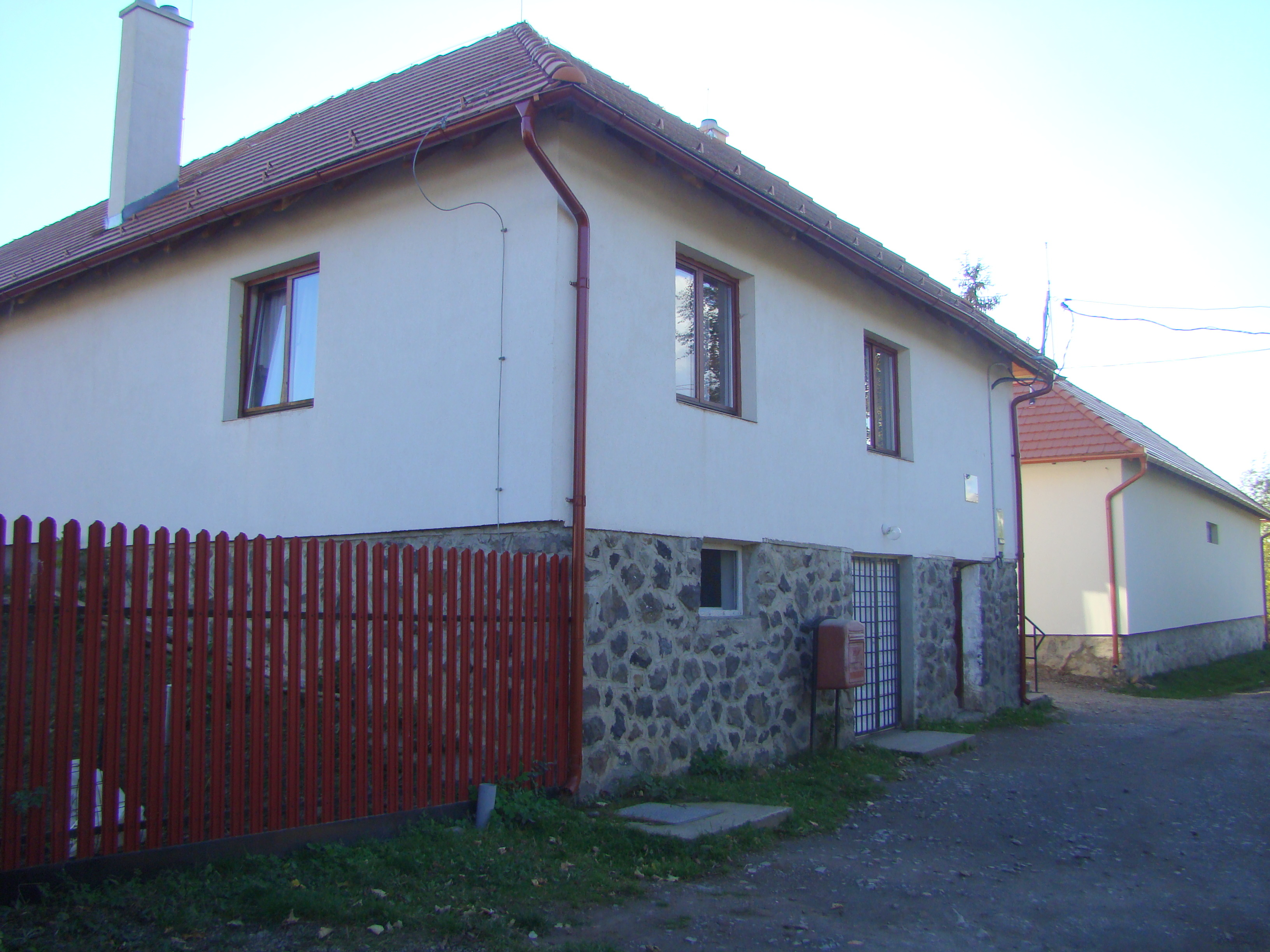
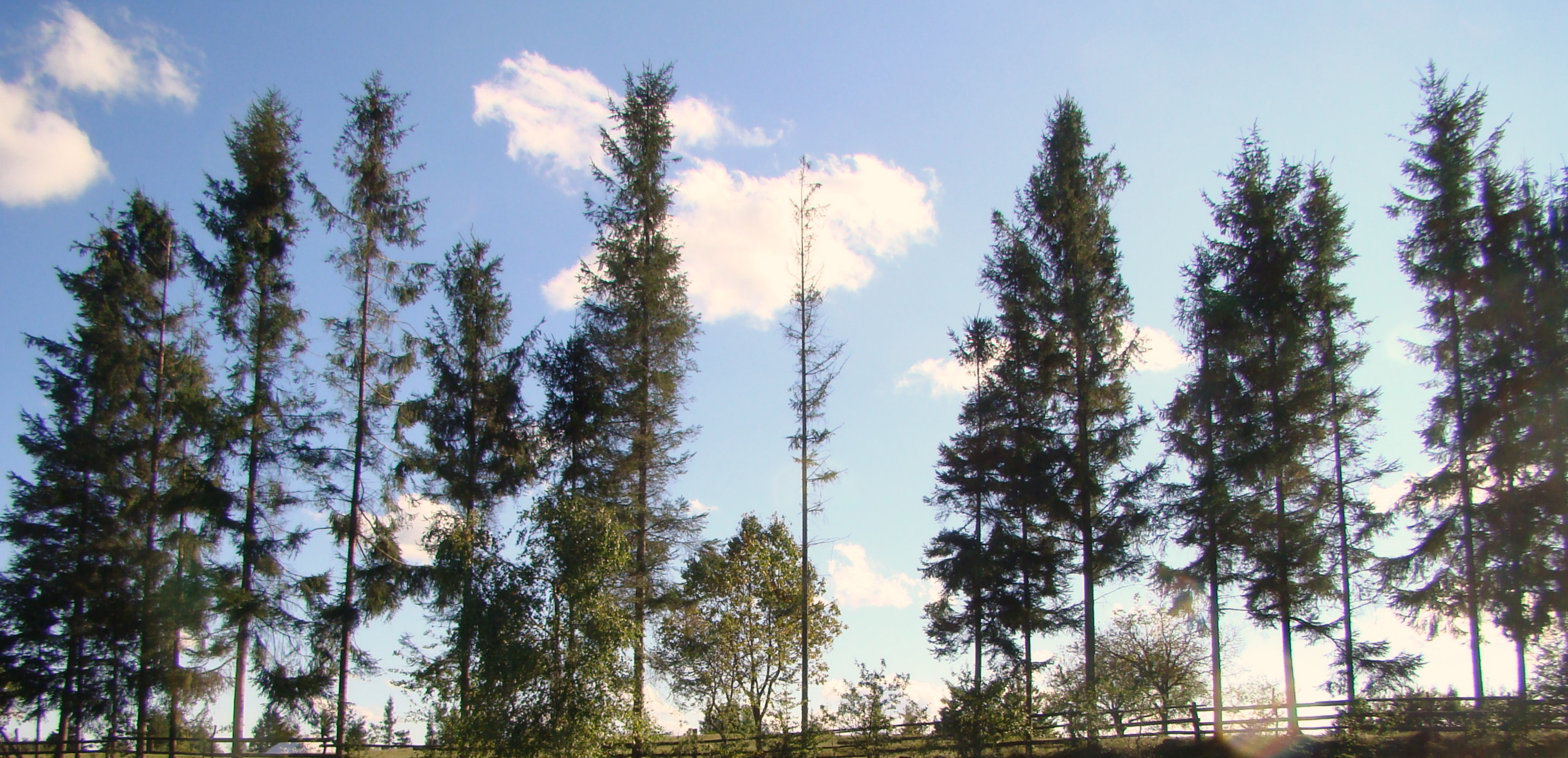
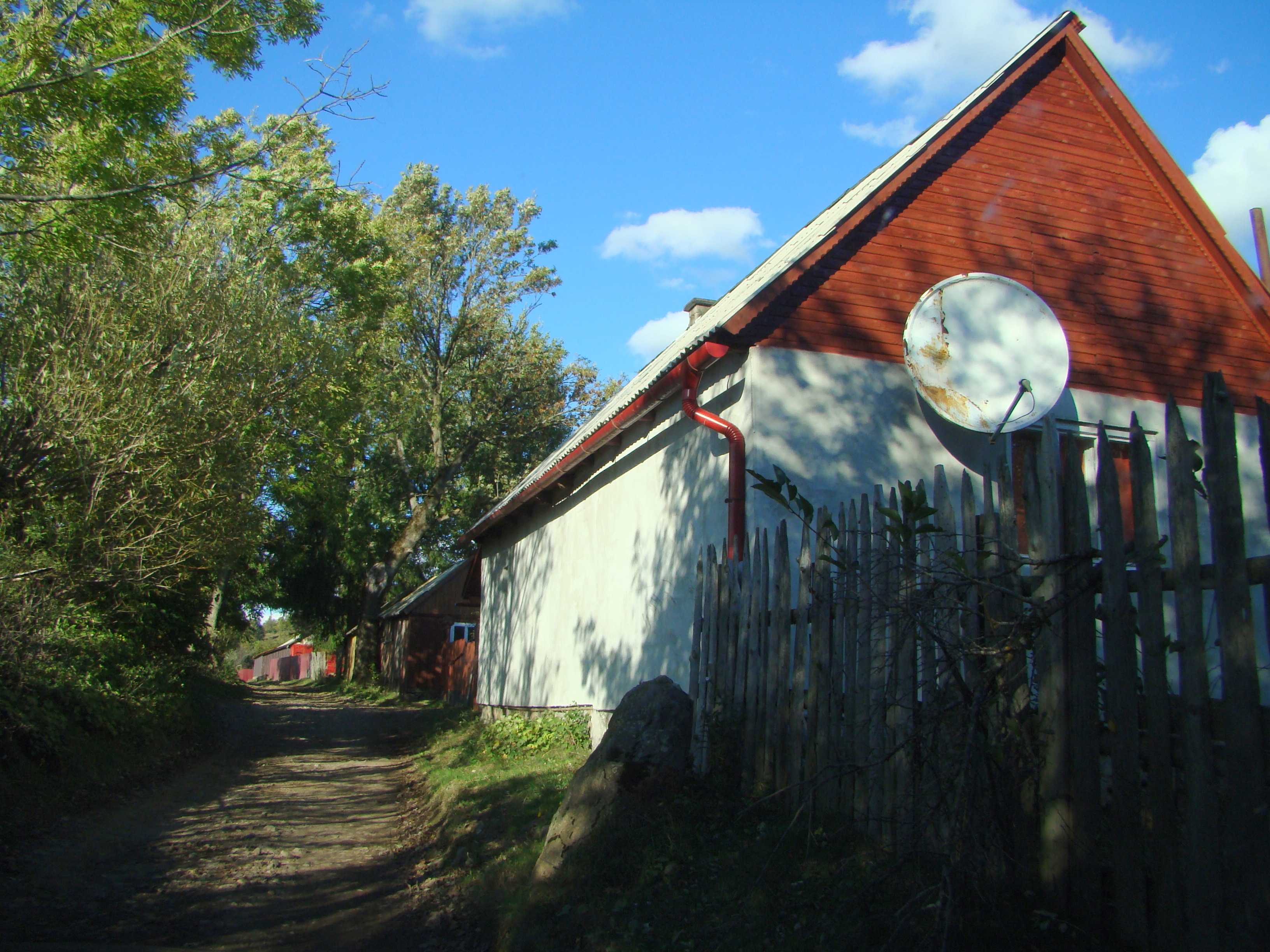
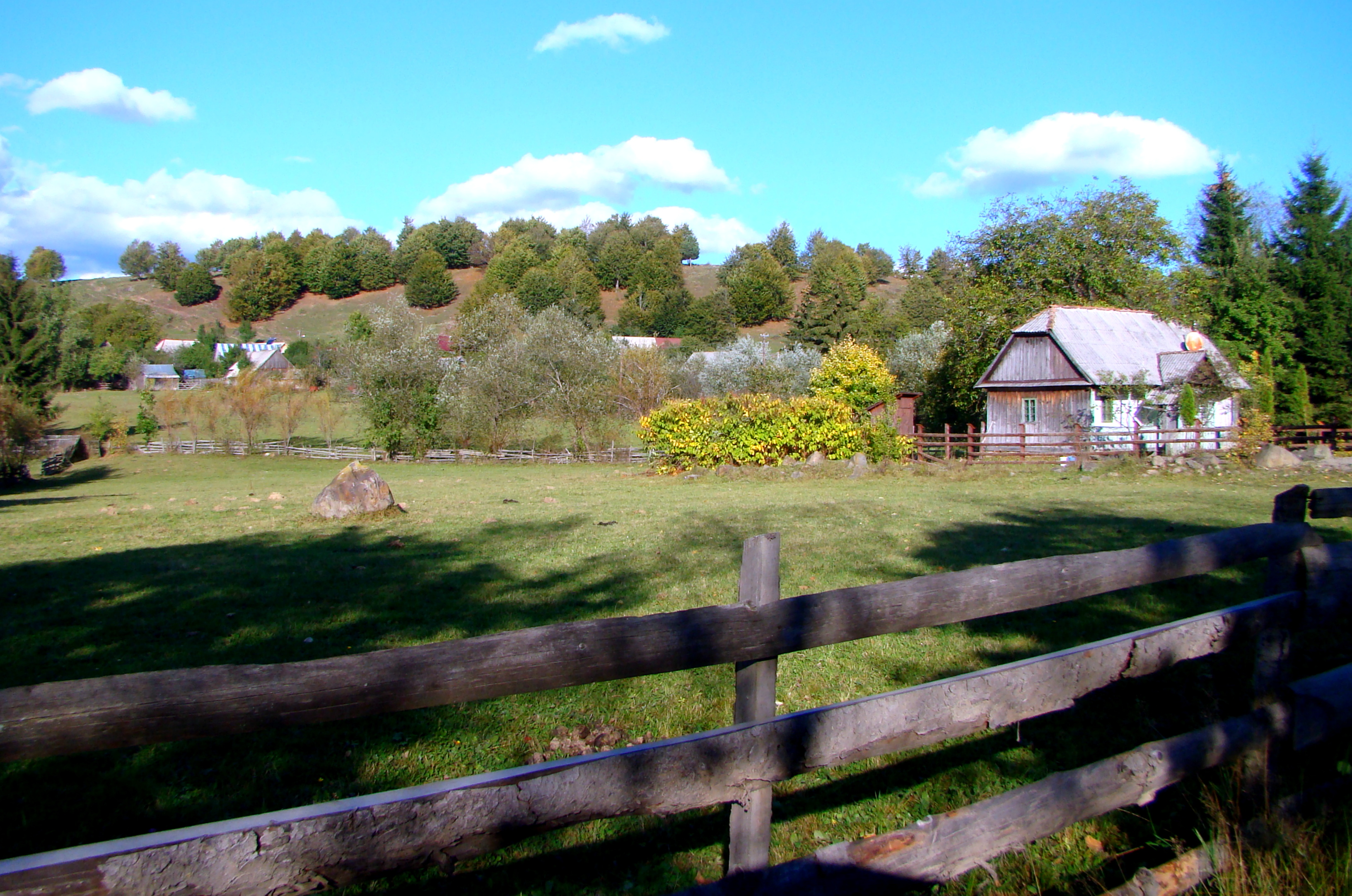
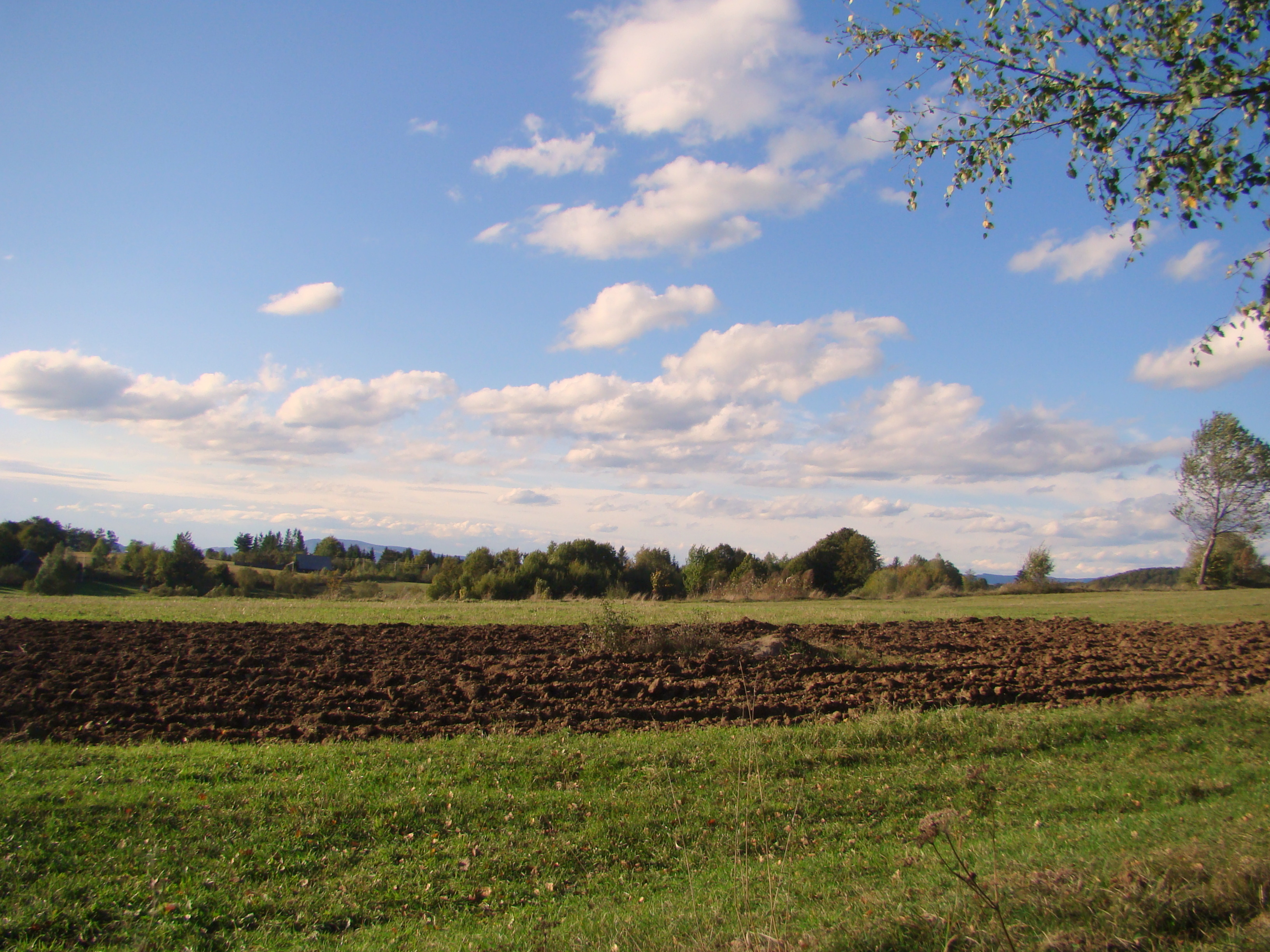
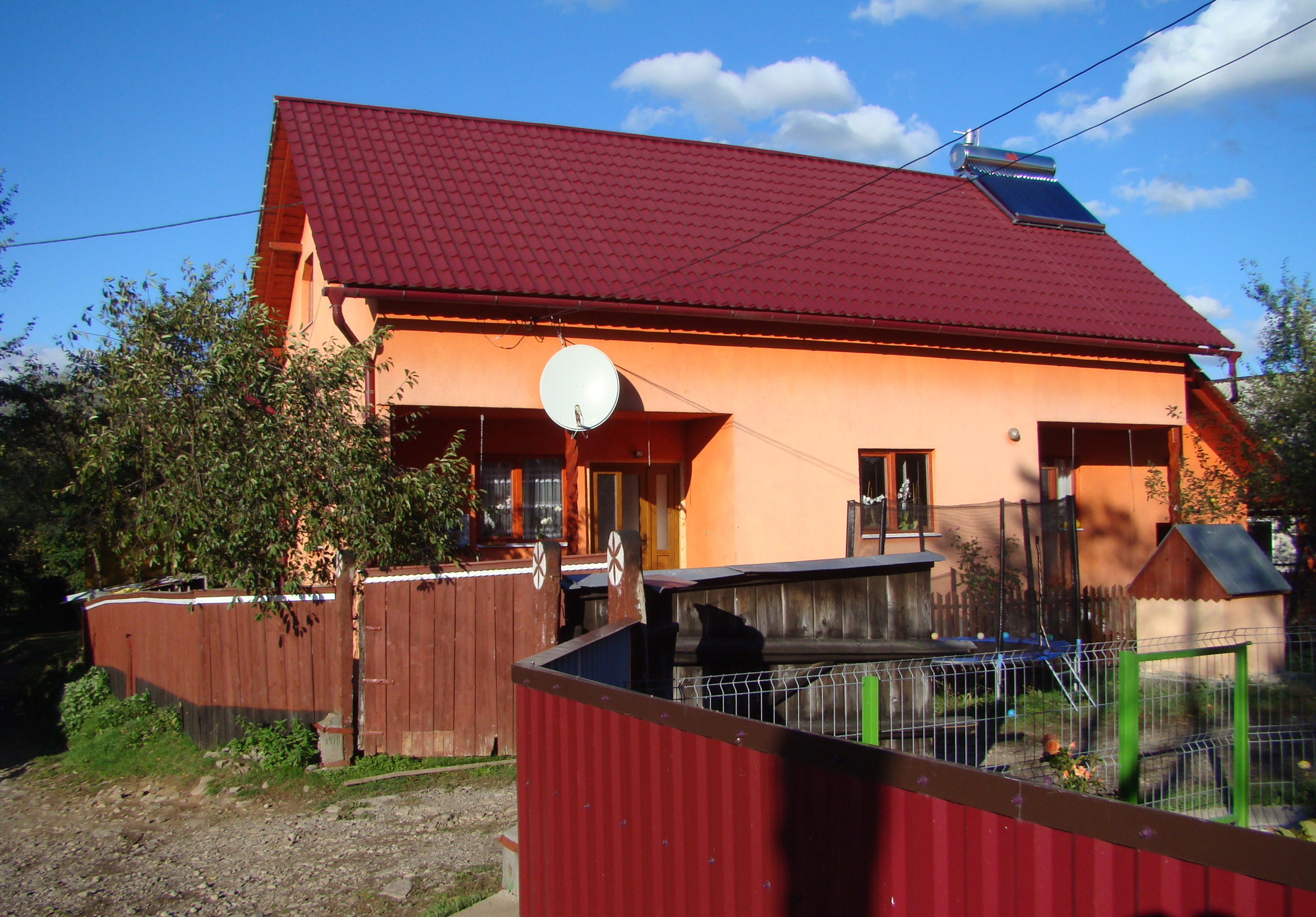
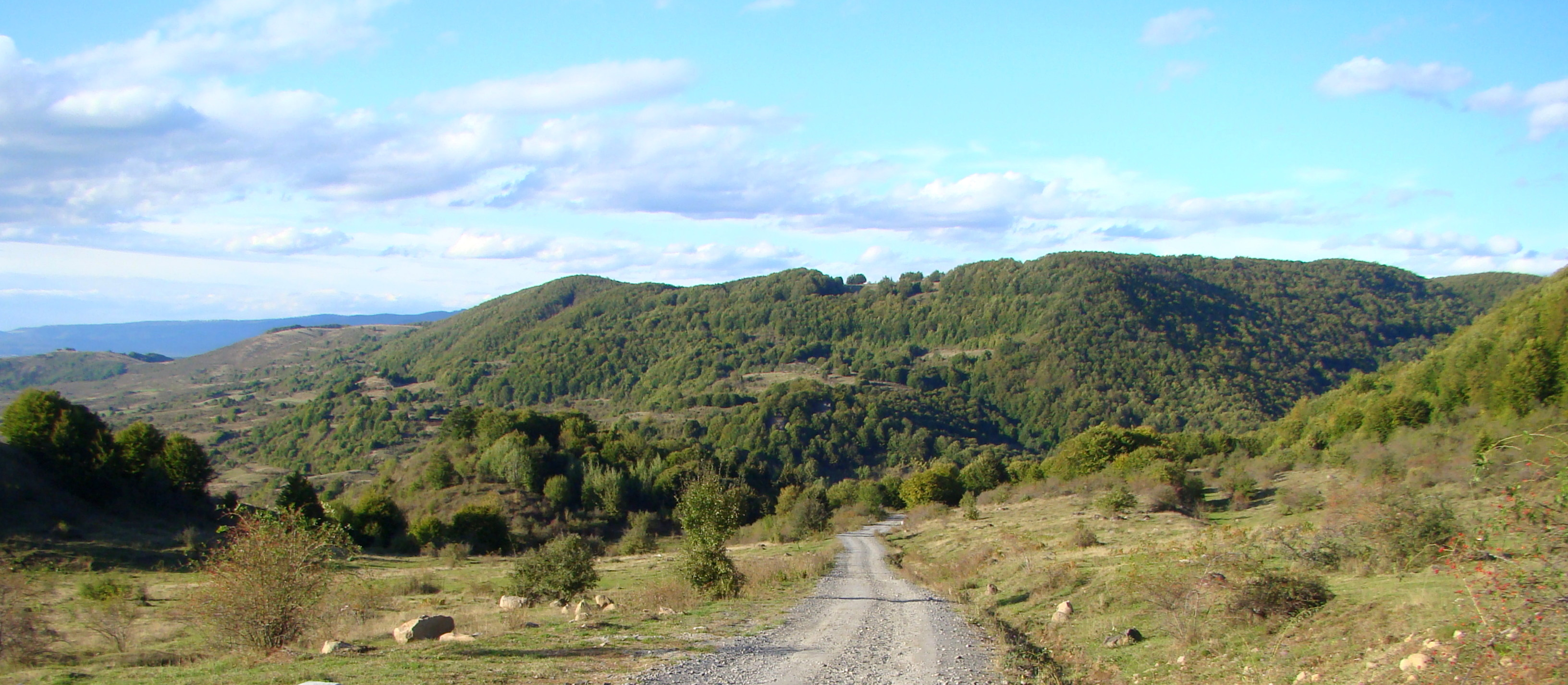